# Cornell Borchers
Gerlind Cornell Borchers (Šilutė, Lituania, 16 de marzo de 1925-Múnich, 12 de mayo de 2014) fue una actriz y cantante alemana, activa en la década de los 40 y 50. Son recordadas sus películas con Montgomery Clift en Sitiados (1950) y con Errol Flynn y Nat King Cole en Estambul (1957). Se le asemejó cierto parecido a Ingrid Bergman en la mitad de los 50.

## Biografía
Borchers nació en el seno de una familia de la Prusia lituana. Ganó el Premio BAFTA a la mejor actriz extranjera en 1955 por su papel en Corazón dividido (1954). Se retiró de la actuación al nacer su primer hijo. 
Se casó en dos ocasiones, la primera con Bruce Cunningham y en segundas nupcias con el Doctor Anton Schelkopf, psicólogo, físico y productor de cine, al que conoció en el rodaje de School for Marriage (1954) y Rot ist die Liebe (1957), con el que tuvo una hija, Julia Schelkopf. La pareja se divorció posteriormente y Borchers se fue a vivir a Baviera, Alemania donde murió en 2014.

## Filmografía
- Anonyme Briefe, de Arthur Maria Rabenalt (1949)
- Martina, de Arthur Maria Rabenalt (1949)
- Absender unbekannt, de Ákos Ráthonyi (1950)
- 0 Uhr 15 Zimmer 9, de Arthur Maria Rabenalt (1950)
- Sitiados (The Big Lift), de George Seaton (1950)
- Die Lüge, de Gustav Fröhlich (1950)
- Die Tödlichen Träume, de Paul Martin (1951)
- Unvergängliches Licht, de Arthur Maria Rabenalt  (1951)
- Das Ewige Spiel, de František Čáp (1951)
- Schwarze Augen, de Géza von Bolváry (1951)
- Adventure in Vienna, de Emil E. Reinert (1952)
- Haus des Lebens, de Karl Hartl (1952)
- Schule für Eheglück, de Rainer Geis, Anton Schelkopf (1954)
- Maxie, de Eduard von Borsody (1954)
- Corazón dividido (The Divided Heart), de Charles Crichton (1954)
- Oasis, de Yves Allégret (1955)
- The Dark Wave (1956)
- Hoy como ayer (Never Say Goodbye), de Douglas Sirk (1956)
- Rot ist die Liebe, de Karl Hartl (1957)
- Istanbul, de Joseph Pevney (1957)
- Flood Tid, de Abner Biberman (1958)
- Arzt ohne Gewissen, de Falk Harnack (1959)